# Szkoły psychoanalizy

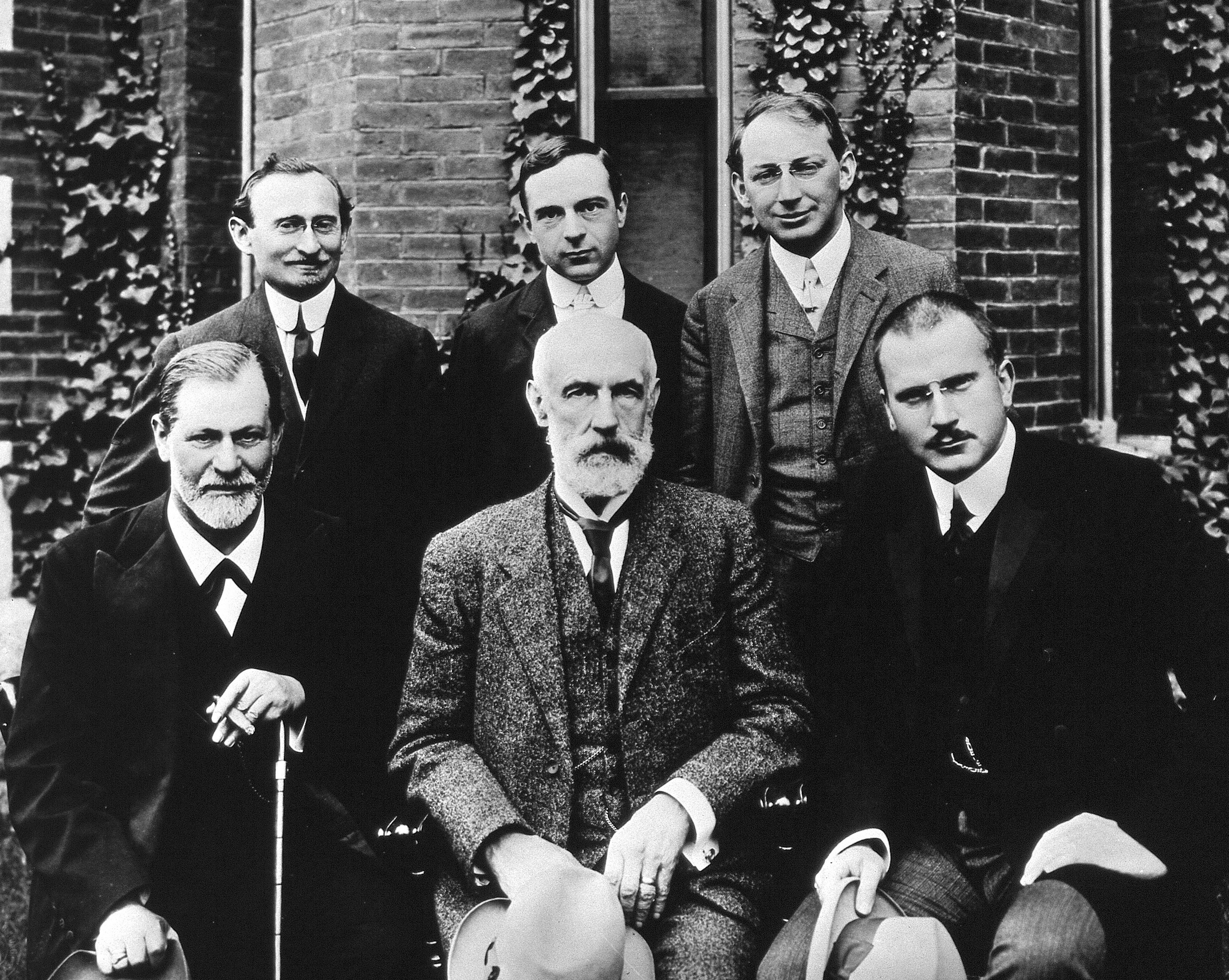
W pierwszym rzędzie: Sigmund Freud, Granville Stanley Hall, Carl Gustav Jung; z tyłu: Abraham Brill, Ernest Jones, Sandor Ferenczi (1909)

Szkoły psychoanalizy – zbiór teorii stworzonych przez licznych badaczy, których wspólną cechą jest odwoływanie się do fundamentalnych założeń psychoanalizy. Od czasu stworzenia przez Zygmunta Freuda psychoanaliza znacznie się rozwinęła. Obok nurtu klasycznego, stworzonych zostało wiele innych nurtów teoretycznych i praktycznych. Część z nich zalicza się, mimo pewnych różnic, do psychoanalizy. Inne na tyle mocno różnią się od psychoanalizy, że nie są zaliczane do grupy teorii psychoanalitycznych (np. neopsychoanaliza).

## Szkoły psychoanalityczne

### Freudyzm
Zygmunt Freud
Ortodoksyjna psychoanaliza, szkoła wiedeńska psychoanalizy, psychoanaliza klasyczna.
Klasyczna psychoanaliza stworzona przez Zygmunta Freuda zwraca uwagę przede wszystkim na rozwój psychoseksualny. Przyjemność, która w węższym znaczeniu odnosi się do tego co seksualne, zostaje w toku rozwoju ograniczona przez rzeczywistość.
W miarę rozwoju człowiek musi zrezygnować z przyjemności i zaangażować się w życie w rzeczywistości, w życie społeczne. Jednym z podstawowych terminów, który odróżnia klasyczną wersję psychoanalizy od innych szkół jest kompleks Edypa. W kompleksie tym skupiają się emocje skierowane do matki i do ojca (trójkąt edypalny). Tylko prawidłowe rozwiązanie tego kompleksu umożliwia normalną (tzn. nie- perwersyjną) seksualność, podporządkowaną prawom społecznym.

### Szkoła francuska psychoanalizy
Jacques Lacan
Kierunek stworzony przez Jacques'a Lacana wzbogacił ortodoksyjną psychoanalizę o osiągnięcia lingwistyki. Stworzony została w Paryżu w latach pięćdziesiątych XX w. Szkoła francuska czerpie z filozofii egzystencjalizmu, fenomenologii i filozofii Hegla.
Jacques Lacan swoją secesję z Międzynarodowym Towarzystwem Psychoanalitycznym przeprowadził pod hasłem powrotu do Freuda. Odcinał się od amerykańskiej i angielskiej odmiany psychoanalizy zwanej psychologią ego, która skupiała się przede wszystkim na wzmacnianiu funkcji ego i przystosowaniu ego do warunków zewnętrznych. Lacan stwierdził, że ego nie istnieje, jest złudzeniem, z którym podmiot się identyfikuje. Identyfikacja ta ma miejsce w tzw. fazie lustra. Wówczas małe dziecko, które czuje się zbiorem niezorganizowanych części, widząc swoje odbicie w lustrze identyfikuje się z nim. Sądzi, że to odbicie to „ja”. W efekcie tego istnieje głębokie rozdarcie między podmiotem a ego.
W swojej teorii Lacan wprowadził trzy rejestry: symboliczne, wyobrażeniowe, realne.

### Szkoła angielska psychoanalizy
Składają się na nią teorie stworzone przez dwie wielkie osobowości: Annę Freud - córkę Zygmunta Freuda oraz Melanie Klein. Z uwagi na różnice między tymi podejściami przez długi czas realna była groźba rozłamu w Brytyjskim Towarzystwie Psychoanalitycznym.
Melanie Klein
W swojej pracy podkreślała wagę wewnętrznych relacji z wyfantazjowanymi postaciami określanych jako relacja z obiektem. Te relacje wymagają stworzenia specyficznego rodzaju mechanizmów obronnych. Konstelację popędów relacji z obiektem i mechanizmów obronnych Melanie Klein nazwała pozycją. Wyróżniła pozycje:
- schizo-paranoidalną
- depresyjną

Pozycja tym różni się od fazy (w ujęciu freudowskim), że w pewien sposób istnieje przez całe życie jednostki, nie przemija. Klein uważała, że ego istnieje od początku życia jednostki. Wprowadzone przez nią modyfikacje techniki analitycznej umożliwiły terapię głębiej zaburzonych pacjentów (psychotycznych, depresyjnych), którzy byli pomijani przez szkołę ortodoksyjną.
Anna Freud
Anna Freud w swojej pracy zmodyfikowała technikę analityczną tak, aby można było prowadzić analizę dzieci. W przeciwieństwie do poglądów Zygmunta Freuda – swojego ojca – przyczyn objawów nerwicowych upatrywała nie tylko w fantazjach, ale także w aktualnej i przeszłej sytuacji dziecka. W zakresie rozwoju dziecka wprowadziła pojęcie linii rozwojowej, które znaczeniowo jest szersze do freudowskiej koncepcji rozwoju psychoseksualnego. W swojej interpretacji aparatu psychicznego przeniosła środek ciężkości na II teorię topograficzną Freuda, próbując zawrzeć w niej także I teorię topograficzną.

### Szkoła amerykańska psychoanalizy
Margaret Mahler

Otto Kernberg

Heinz Kohut

## Inne szkoły psychodynamiczne

### Neopsychoanaliza
Autorzy zaliczani do nurtu neopsychoanalizy, odeszli od koncepcji Freuda. Krytykowali go za nadawanie zbyt dużego znaczenia biologii, popędom i przeżyciom z okresu dzieciństwa. Postulowali tezę, iż główną przyczynę zaburzeń nerwicowych i psychotycznych stanowią aktualne wpływy kulturowo-środowiskowe, stosunki interpersonalne i komunikacja między ludźmi. Według nich leczenie w psychoterapii, poza analizowaniem, badaniem nieświadomości czy reakcji przeniesieniowych pacjenta, opiera się też na relacji terapeutycznej polegającej na wzajemnej empatii. W ten sposób podczas psychoterapii pacjent uczy się nawiązywania i utrzymywania nowych, lepszych kontaktów z ludźmi.

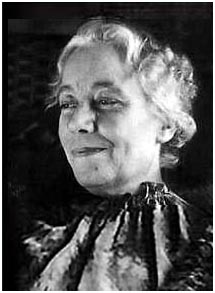
Karen Horney
W swojej pracy Karen Horney interpretuje siły przyczyniające się do powstania nerwicy. Podobnie jak Freud stwierdziła, że przyczyną nerwicy są nierozwiązane wewnętrzne konflikty. Siłą napędową tych konfliktów są popędy, które, zupełnie inaczej niż w koncepcji Freuda, są siłą specyficzną dla neurotyków. Rodzą się one z poczucia wyizolowania, bezradności, strachu, wrogości. Ich celem jest zdobycie poczucia bezpieczeństwa. Cechą charakterystyczną i przyczyną nerwicy jest neurotyczna struktura charakteru, nerwica charakteru. W tym ujęciu charakter składa się ze sprzecznych (a więc konfliktowych, wzajemnie się wykluczających) tendencji, które neurotyk próbuje pogodzić, choć jest to całkowicie niemożliwe.
Erich Fromm
Erich Fromm i jego następcy rozwinęli teorię Freuda o dokładne zbadanie wpływu jaki wywiera istnienie podświadomości na kulturę oraz określenie jak ukryte, "zakodowane w symbole", treści kulturowe wpływają na świadomość i podświadomość poszczególnych ludzi. Według tego nurtu, w odróżnieniu od Freudyzmu, oddziaływania te mają charakter dwukierunkowy. Z jednej strony popędy są sublimowane w formie wytworów kultury, a z drugiej - kultura ma silny wpływ na zawartość ludzkiej podświadomości. Psychoanaliza kulturowa rozszerzyła formy terapii na terapię poprzez tworzenie i poddawanie się wpływowi sztuki. W ramach tej szkoły rozwinięto muzykoterapię, religioterapię i dziecięcą terapię specjalnie pisanymi bajkami.
Harry Stack Sullivan
Według tego autora osobowość buduje się w oparciu o względnie trwałe, powtarzające się relacje interpersonalne i tylko w tym kontekście może być rozpatrywana. Daną osobę można rozpatrywać jedynie uwzględniając jej pole społeczne. Stąd badanie i terapia mogą polegać jedynie na obserwacji i zmianie relacji interpersonalnych danej osoby. Wspomniane relacje (a przede wszystkim relacja z matką) przyczyniają się do powstawania jaźni (dobre i złe 'ja'). Na tej kanwie kształtuje się także selektywność spostrzegania zdarzeń co w efekcie pełni rolę mechanizmu obronnego.
Clara Thompson

### Psychologia analityczna

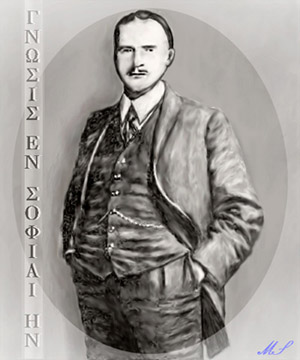
Carl Gustav Jung
Carl Gustav Jung w swojej koncepcji dokonał podziału psychiki na sferę świadomą i podświadomą. Tę ostatnią podzielił na nieświadomość indywidualną (charakterystyczną dla jednostki) i nieświadomość zbiorową (na którą składają się dziedziczone doświadczenia całego rodzaju ludzkiego). Składnikami nieświadomości zbiorowej są archetypy - najbardziej pierwotne idee lub formy rzeczy, podobne u wszystkich ludzi, związane z uniwersalnymi tematami. Niektóre archetypy są tak rozwinięte, że można je uważać za oddzielne systemy wewnątrz psychiki lub osobowości. Są to anima i animus, persona i cień. Jung proces rozwoju jaźni nazwał indywiduacją. Polega ona na stopniowym poszerzaniu pola świadomości o treści podświadomości. Jung wyróżnił dwa typy dystrybucji energii psychicznej: na zewnątrz (ekstrawersja) i ku wnętrzu podmiotu (introwersja). Te dwa typy postaw współistnieją u każdego człowieka. Wyróżnił ponadto cztery funkcje psychiczne: myślenie, czucie, intuicja, doznawanie. Występują one u człowieka wspólnie, przy czym jedna z nich jest dominująca.

### Psychologia indywidualna
Alfred Adler
Twórca tej szkoły odrzucił koncepcję libido. Uważał, że głównym motorem działania ludzi jest dążenie do mocy, jako forma kompensacji kompleksu niższości. Wspomniany kompleks powstaje we wczesnym dzieciństwie na podłożu poczucia słabości dziecka w stosunku do dorosłych i do otoczenia. Sposoby kompensacji kompleksu niższości wpływają na kształtowanie się cech charakteru człowieka, a niemożność kompensacji daje początek zaburzeniom i chorobom psychicznym. Adler uważał też, że poczucie niższości jest czymś dobrym dla człowieka, bowiem jest to czynnik rozwoju jednostki. Można wyróżnić dwa cele życia. Pierwszy to poczucie wspólnoty (Gemeinschaftsgefūhl), który sprowadza się do rozwoju jednostki jak i ogółu w oparciu o poczucie empatii i identyfikację. Drugi to prywatna inteligencja (private Intelligenz), który sprowadza się do przezwyciężania swojej niedoskonałości przez zdobycie przewagi nad innymi ludźmi. Sam Adler podkreślał pierwszy z celów jako skuteczny środek walki z poczuciem mniejszej wartości.